# Kryddkvarn

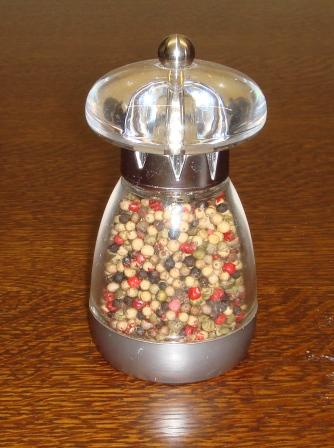
En pepparkvarn.

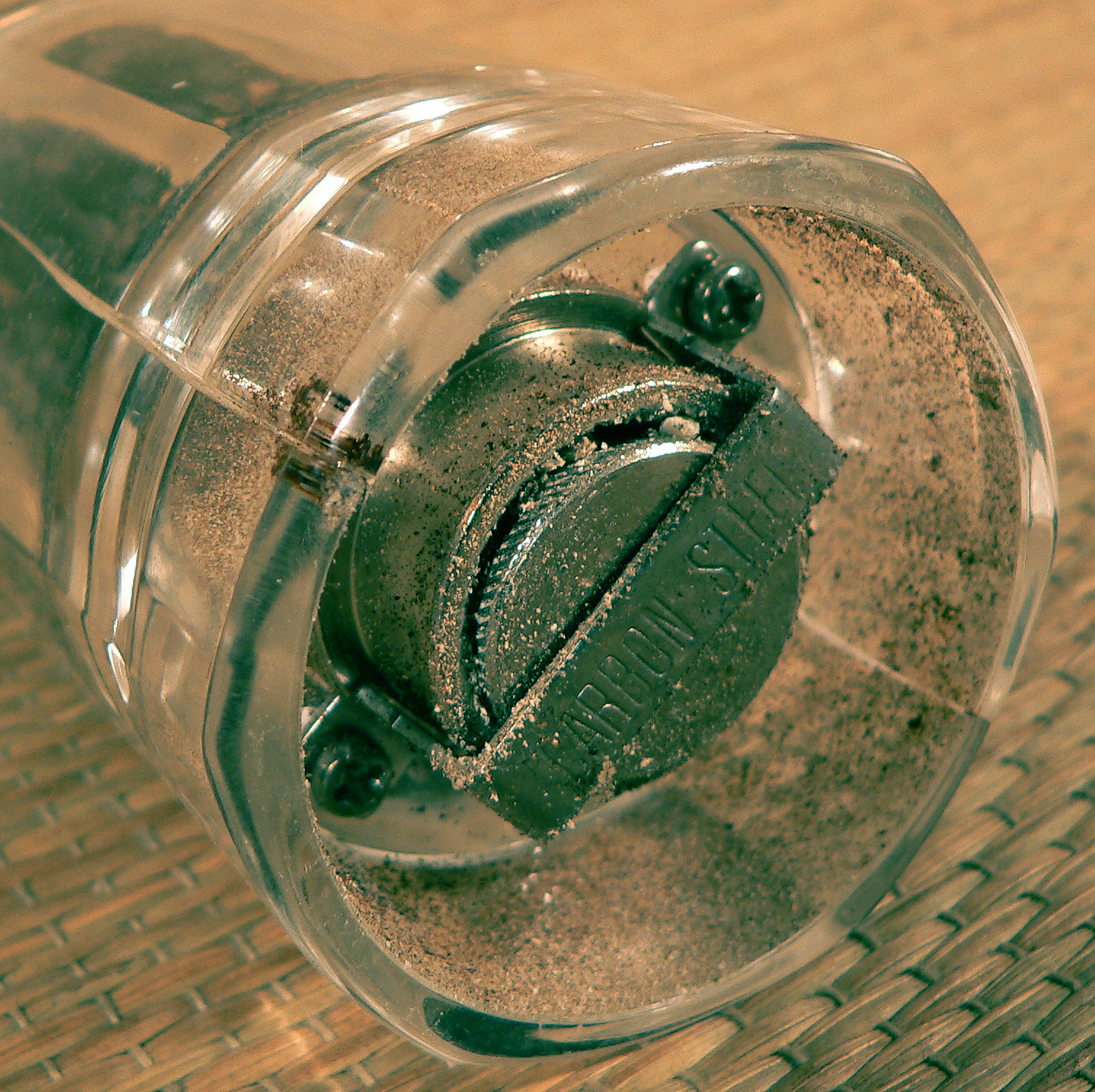
Malverk i en pepparkvarn.

En kryddkvarn är en hushållskvarn som används för att mala bordssalt, peppar eller andra kryddor. Ett alternativ till kryddkvarnar är morteln.